# RIK 1
RIK 1 (gr. ΡΙΚ1) – pierwszy kanał telewizyjny cypryjskiego nadawcy publicznego Cyprus Broadcasting Corporation.